# Porównanie języka oksytańskiego i hiszpańskiego

## Różnice w gramatyce

### Rodzajniki
Rodzajniki w języku oksytańskim standardowym są takie same jak w hiszpańskim, z wyjątkiem hiszpańskiego rodzajnika el, któremu odpowiada oksytański lo. Rodzajniki oksytańskie lo, la ulegają skróceniu do l' przed wyrazem zaczynającym się samogłoską (nawet wielką literą).

### Przyimki
- Przyimki bez rodzajników:

| Język hiszpański | Język oksytański | Znaczenie i uwagi                                                |
| ---------------- | ---------------- | ---------------------------------------------------------------- |
| con              | amb/ambé/amé     | „z”, „wraz z”                                                    |
| de               | de, d’           |                                                                  |
| en               | en, dins         | „w”; dins przed rodzajnikiem określonym lub zaimkiem wskazującym |
| entre            | entre            |                                                                  |
| para             | per              |                                                                  |
| por              | per              |                                                                  |
| sobre            | sus              |                                                                  |

Formy skrócone (z apostrofem) są używane przed wyrazem zaczynającym się od samogłoski.
- Przyimki hiszpańskie z rodzajnikiem

| przyimek/rodzajnik | el  |
| ------------------ | --- |
| a                  | al  |
| de                 | del |

- Przyimki oksytańskie z rodzajnikiem

| przyimek/rodzajnik | lo  | los  |
| ------------------ | --- | ---- |
| a                  | al  | als  |
| de                 | del | dels |
| per                | pel | pels |
| sus                | sul | suls |

### Rzeczownik
Rzeczowniki oksytańskie rodzaju męskiego, w odróżnieniu od hiszpańskich, nie mają końcówki -o. Jest ona zwykle pomijana, zastępowana -e (w przypadku zbitki spółgłosek przed hiszp. -o) lub -u (w przypadku samogłoski przed hiszp. -o).

### Czasownik
- Odmiana czasownika „być” (niektóre formy):
  - Większość dialektów języka oksytańskiego nie posiada dwóch czasowników odpowiadających słowu „być”, jak hiszpańskie ser i estar

| Język hiszpański | Język oksytański | Forma gramatyczna                                            |
| ---------------- | ---------------- | ------------------------------------------------------------ |
| ser/estar        | èsser            | bezokolicznik                                                |
| es/está          | es               | tryb oznajmujący, czas teraźniejszy, 3. osoba, l. pojedyncza |
| son/están        | son              | tryb oznajmujący, czas teraźniejszy, 3. osoba, l. mnoga      |
| era/estaba       | èra              | czas przeszły niedokonany, 3. osoba, l. pojedyncza           |
| fue/estuvo       | foguèt           | czas przeszły dokonany prosty, 3. osoba, l. pojedyncza       |

- Odmiana czasownika „mieć” (niektóre formy):

| Język hiszpański | Język oksytański | Forma gramatyczna                                            |
| ---------------- | ---------------- | ------------------------------------------------------------ |
| ha               | a                | tryb oznajmujący, czas teraźniejszy, 3. osoba, l. pojedyncza |
| han              | an               | tryb oznajmujący, czas teraźniejszy, 3. osoba, l. mnoga      |

- Odmiana czasownika „móc” (niektóre formy):

| Język hiszpański | Język oksytański | Forma gramatyczna                                            |
| ---------------- | ---------------- | ------------------------------------------------------------ |
| puede            | pòt              | tryb oznajmujący, czas teraźniejszy, 3. osoba, l. pojedyncza |
| pueden           | pòdon            | tryb oznajmujący, czas teraźniejszy, 3. osoba, l. mnoga      |

- Imiesłowy zakończone w hiszpańskim na -ado itp., w oksytańskim kończą się na -at: hiszp. elaborado, acompañado – oksyt. elaborat, acompanhat. Z kolei imiesłowy rodzaju żeńskiego zakończone w hiszpańskim na -ada itp., w oksytańskim mają tę samą końcówkę: hiszp. elaborada, acompañada – oksyt. elaborada, acompanhada.

### Spójniki
| Język hiszpański | Język oksytański | Znaczenie |
| ---------------- | ---------------- | --------- |
| cuando           | quand            | „kiedy”   |
| o                | o                | „lub”     |
| pero, sino       | mas              | „ale”     |
| y, e             | e                | „i”       |

### Zaimki
- Zaimek osobowo-zwrotny se w języku oksytańskim skraca się do s' przed wyrazem zaczynającym się samogłoską.

### Przysłówki
- Podobnie jak w hiszpańskim, w oksytańskim przysłówki sposobu tworzy się od form przymiotnikowych, dodając do przymiotnika użytego w rodzaju żeńskim przyrostek: w hiszpańskim -mente, w oksytańskim -ment.
- Inne przysłówki:

| Język hiszpański | Język oksytański | Znaczenie                                                      |
| ---------------- | ---------------- | -------------------------------------------------------------- |
| como             | coma             | „jak”                                                          |
| durante          | pendent          | „podczas”                                                      |
| hoy              | uèi              | „dziś”                                                         |
| más              | mai              | „bardziej” (np. przy tworzeniu stopnia wyższego przymiotników) |
| menos            | mens             | „mniej” (np. przy tworzeniu stopnia niższego przymiotników)    |
| también          | tanben           | „także”, „również”                                             |

### Inne różnice gramatyczne
Hiszpańskiej partykule przeczącej no odpowiada oksytańska pas, stawiana po czasowniku, gdy chodzi o zaprzeczenie orzeczenia.

## Różnice w ortografii
- Początkowe h w słowach hiszpańskich zostaje pominięte w odpowiednikach oksytańskich o ile w łacińskich źródłosłowach jest h: hiszp. human – oksyt. uman (łac. humanus)
- Hiszpańskiej literze j:
  - odpowiada w słowach oksytańskich lh z reguły tam, gdzie w łacińskich źródłosłowach jest li: hiszp. hijo – oksyt. filh (łac. filius).
- Hiszpańskiej literze ñ odpowiada w słowach oksytańskich nh: hiszp. puño – oksyt. ponh.

## Przedrostki i przyrostki
- Przyrostki:

| Język hiszpański                             | Język oksytański                                                                 | Uwagi |
| -------------------------------------------- | -------------------------------------------------------------------------------- | --- |
| -al (l.poj.), -ales (l. mn.)                 | -al (l.poj., r.m.), -ala (l.poj., r.ż.), -als (l.mn., r.m.), -alas (l.mn., r.ż.) | Tworzenie przymiotnika. |
| -dad, -tad, -dades (l. mn.), -tades (l. mn.) | -tat, -tats (l. mn.)                                                             | |
| -ico (r.m), -ica (r.ż.)                      | -ic/-cian (r.m.), -ica (r.ż)                                                     | W oksytańskim nie zaznacza się akcentu na sylabie poprzedzającej tę końcówkę. Przyrostek -ic w przymiotnikach, -ician w nazwach zawodów: hiszp. científico, matemático – oksyt. scientific, matematician. |
| -ión (l. poj.), -iones (l. mn.)              | -ion (l. poj.), -ions (l. mn.)                                                   | Jak polskie „-ja” w końcówkach „-cja”, „-sja”. |
| -ivo                                         | -iu                                                                              | Tworzenie przymiotnika. |
| -mente                                       | -ment                                                                            | Tworzenie przysłówka; w oksytańskim końcówkę dodaje się do przymiotnika rodzaju żeńskiego: hiszp. inicialmente – oksyt. inicialament.                                                                     |